# Cheam
Cheam is een wijk in het Londense bestuurlijke gebied Sutton, in de regio Groot-Londen.